# Jean-Philippe Glaude
Jean-Philippe Glaude (* 28. April 1981 in Lorraine, Québec) ist ein kanadischer Eishockeyspieler, der zuletzt bis 2010 beim HC Amiens Somme in der französischen Ligue Magnus unter Vertrag stand.        

## Karriere
Jean-Philippe Glaude begann seine Karriere als Eishockeyspieler bei den Voltigeurs de Drummondville, für die er von 1998 bis 2002 in der kanadischen Juniorenliga QMJHL aktiv war. Anschließend spielte der Verteidiger drei Jahre lang für die Mannschaft der Université du Québec à Trois-Rivières in der Canadian Interuniversity Sport. Für die Saison 2005/06 unterschrieb er bei den Caron & Guay de Trois-Rivières aus der Ligue Nord-Américaine de Hockey seinen ersten Profivertrag im Seniorenbereich. Nach einer Spielzeit wechselte der Linksschütze in die französische Ligue Magnus zum HC Amiens Somme, ehe er erneut ebenfalls ein Jahr lang für Caron & Guay de Trois-Rivières in der LNAH auflief. 
Von 2008 bis 2010 stand Glaude zuletzt bei seinem Ex-Club HC Amiens Somme in der Ligue Magnus unter Vertrag. 

## Statistik
(Stand: Ende der Saison 2009/10)